# Luis Espinoza Villalobos
Luis Uberlindo Espinoza Villalobos (Fresia, 19 de octubre de 1940 - Frutillar, 2 de diciembre de 1973) fue un contador y político chileno del Partido Socialista (PS). Se desempeñó como regidor de la comuna de Fresia entre 1967 y 1969; y luego 
como diputado de la República en representación de la 24ª Agrupación Departamental, correspondiente a la actual región de Los Lagos, por el periodo legislativo 1969-1973. Fue ejecutado en diciembre de 1973 tras iniciarse la dictadura militar del general Augusto Pinochet.

## Familia y estudios
Nació en Fresia, el 10 de agosto de 1940. Hijo de Uberlindo Espinoza Pardo, fundador del Partido Socialista de Chile en la comuna de Fresia, y de Luzmira Villalobos Cid.
En 1960 se casó con María Sandoval Altamirano y tuvieron cuatro hijos, entre ellos el senador Fidel Espinoza.
Realizó sus estudios primarios en la Escuela Fiscal de Fresia y los secundarios en el Liceo Comercial de Puerto Montt y en el Liceo Comercial de Valdivia, donde obtuvo la mención de contabilidad.

## Trayectoria política
Su interés por la política nació tempranamente y fue dirigente estudiantil en Puerto Montt y más adelante, secretario provincial de la Central Única de Trabajadores (CUT) de la misma ciudad.
Militó en el Partido Socialista de Chile (PS) donde tuvo los cargos de secretario general en Fresia y secretario regional en Llanquihue.
En las elecciones municipales de 1967 fue elegido regidor de la Municipalidad de Fresia, hasta 1969.
En 1969, en las elecciones parlamentarias de 1969, fue elegido como diputado por la Vigesimocuarta Agrupación Departamental de Llanquihue, Maullín, Calbuco y Puerto Varas, por el período legislativo 1969-1973. Integró la Comisión Permanente de Educación Pública y la de Gobierno Interior. Entre las mociones presentadas que llegaron a ser ley de la República está la ley n° 17.307 de 19 de junio de 1970 sobre contratación de empréstito para la Municipalidad de Puerto Varas.
Fue ejecutado por fusilamiento en Frutillar, el 2 de diciembre de 1973. Su caso se encuentra consignado en el llamado Informe Rettig de la «Comisión Nacional de Verdad y Reconciliación». En 2019, se condenó a 18 años de presidio a los autores de su homicidio.